# 死亡

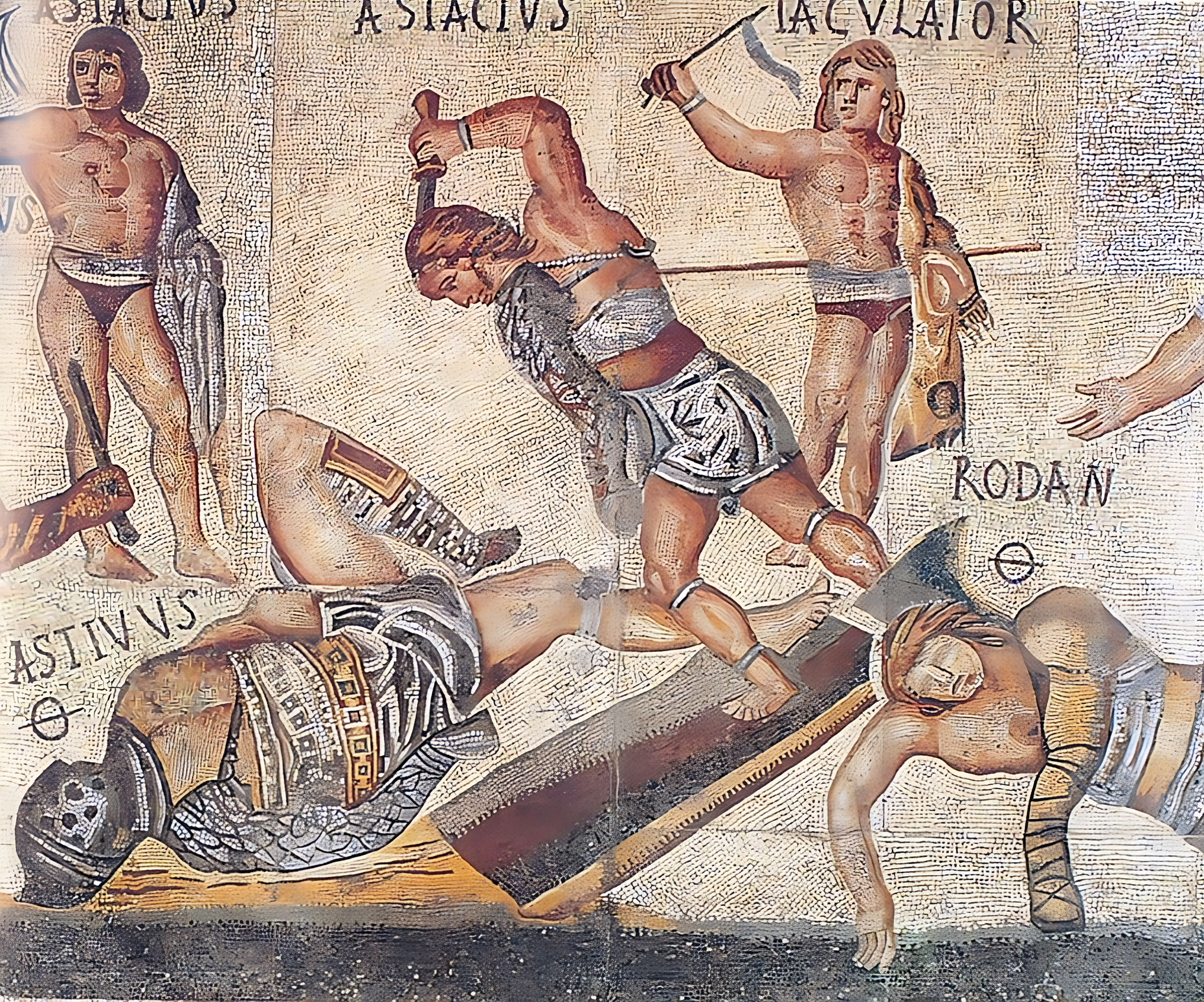
古羅馬角鬥士馬賽克畫：倒地的人身旁Θ字母，代表塔納托斯（即死亡）

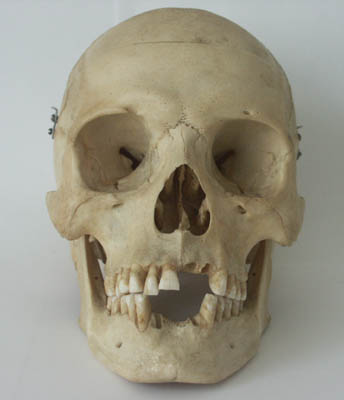
人类头骨是死亡和分解的世界性象征

死亡，是相對於生命體存在（存活）的生命現象，指维持一个生物存活的所有生物学功能的永久终止。能够导致死亡的现象一般有：衰老、被捕食、营养不良、疾病、窒息、自杀、受伤（如他杀）、餓死、脱水、意外事故、死刑（如槍斃或電椅）、过敏和药物过量。
除了燈塔水母，格陵兰鲨，海绵，海鞘等極少數可能的生物，已知生物都会不可避免地经历死亡。而在人類中，達成長生不老或生命延續或許是不可能的，即使有可能，要達到此種狀態可能也相當困難。另外多數人並不希望長生不老，甚至相當數量的人不希望活得太久。此外人類老化的速率從未改變，現代人跟古人老得一樣快。一篇2021年的研究指出，從古至今，人類老化的速度從未改變，而人類平均壽命延長，主要是因為嬰幼兒死亡率降低所致。
在人类社会中，死亡這自然现象被宗教和哲学关注了几千年。这些关注中可能包含有一种信念，即某种复活（相关于亚伯拉罕诸教）、转世（相关于古印度宗教，如婆羅門教、佛教等），或者意识永久消失，被称为「永眠」。人类死亡之日稱為忌日、死忌。死亡之后的纪念仪式可能包括各种丧礼或葬礼。人的尸体通常被称为遗体，一般会土葬或火化，但亦有海葬、天葬、冰葬等多种其他方法处理遗体。
雖然在法律上常認為人死後沒有和活人相同的權利，但一些法律制度，其目的是爲了保護死人的權利，因此死人也有人權，不能認為死人沒有人權；另外死亡並非是一個單一的事件而是一個過程，而死亡判定在法律和醫學上有時也有爭議。

## 臨死
几乎所有的动物，如果不会死于外部危害致使的生物功能受损，它们最终都会死于衰老。已知可能的例外是灯塔水母，人们认为它实际上是长生不老的。非自然死亡因素有自杀和他杀。如果把所有的原因加起来，全世界每天大约有17万人死亡。
生理学死亡现在被看成是一个过程，而不仅仅是一个事件。瀕臨死亡時，漸漸對外界的環境疏離，臨終者進入意識模糊，生命跡象瀕臨消失，身體部分器官開始壞死，呼吸和脉搏極為微弱，需依賴維生系統。在死亡过程中，生死分界线位置的取决因素已经超越了生命体征的存在与否。一般来说，用临床死亡来判断法律死亡既非必要，也不充足。如果一个病人心脏和肺都在工作，但已经被判定脑死亡，即使临床死亡还未发生，也可以宣布法律死亡。事实上，随着科学知识和医学的进步，对死亡精确的医学定义反而变得更加问题重重。

## 定義
死亡的标志，或者是一个动物不再存活的强烈指示包括：
- 呼吸停止。
- 心脏停搏（没有心率）。
- 蒼白僵直。通常发生于死亡后15分鐘到2小時。
- 出現尸斑。尸体较低部位的血液沉淀。
- 出現尸冷。死亡以后体温的下降。体温一般会平稳下降，直到与环境温度相同。
- 出現尸僵。尸体的四肢变得僵硬，难以移动或摆动。
- 出現腐烂。尸体分解为简单形式物质的过程，伴随着强烈难闻的气味。

## 诊断

### 定义的问题
死亡的定義对于人类理解死亡这个现象的概念至关重要，有许多科学方法解释这个概念，例如在医学中实践的脑死亡，将死亡定义为大脑停止活动的时刻。定义死亡的一个困难之处就是如何将其与生命区分开。作为一个时刻，死亡似乎是指生命终结的那一刻。然而，判断死亡何时发生，需要在生与死的概念之间划出精确的界限。这个问题有困难，因为人们对于生命的定义很少有共识。人们可能会根据有没有意识来定义生与死。当意识從大腦消失的时候，可以说一个存活的生物死亡了。然而，这种方法有一个值得注意的缺陷：有许多生物虽然活着，但可能并没有意识（例如单细胞生物）。这种方法的另一个问题是如何定义意识，因为现代的科学家、心理学家和哲学家对意识给出了很多种定义。定义死亡的问题给在医学上定义死亡带来了挑战。
对于死亡的另一些定义关注于某种东西的停止。在这种情况下，“死亡”仅仅描述了某种东西停止了的状态，例如生命。因此，定义“生命”也就同时定义了死亡。
历史上，试图定义人类死亡的精确时刻问题重重。死亡曾经被定义为心脏停止跳动或者呼吸停止，但是心肺复苏和心脏除颤的发展表明这个定义是不够的，因为呼吸和心跳有时候可以恢复。没有正常运作的心脏或肺，如果使用一组生命维持系统，器官移植或者心脏起搏器，生命有时候仍然可以持续下去。
现今，如果一个人需要确定是否死亡，医生或验尸者通常会使用“脑死亡”或者“生物死亡”来定义一个人的临床死亡；当一个人的脑电活动停止，他就会被认定死亡。根据推测，脑电活动的结束意味着意识活動在大腦的终结。然而，意识活動的停止必须是永久的而非瞬态的。有些情况下，人的意识活動会暂时停止，而人并没有死亡，例如非REM睡眠状态或者是昏迷。脑电图可以比较容易地区分死亡与睡眠状态。
然而，一些学者认为“脑死亡”的范畴也是有问题的。例如，美国国家卫生研究院生物伦理学系的高级教师富兰克林·米勒博士就指出：“……然而，20世纪90年代末，学者们就越来越质疑人的脑死亡与死亡的等同性。因为有证据显示，有的病人已经正确地确诊为这种状态（脑死亡），他们被机械通气系统维持了相当长的时间，展现出了一组生物学功能。这些病人维持着一些能力，包括维持着循环和呼吸、控制体温、排泄废物、愈合伤口、对抗感染，而且更戏剧性的是孕育胎儿（存在“脑死亡”的妇女怀孕的案例）。”
一些人认为维持意识只需要大脑新皮质，他们主张只用脑电活动的停止来定义死亡。最终，死亡的标准可能只会是认知的永久不可逆消失，以大脑皮层的死亡为证。在当前和可以预知的医疗技术下，将死人的思想和人格恢复是没有任何希望的。然而，目前世界上的很多地区已经采用了更加保守的死亡定义——整个大脑（而非仅仅是大脑新皮质）脑电活动的不可逆消失（例如美国的统一死亡判定法案，UDDA）。2005年，特丽·夏沃的案例将脑死亡和人工维持的问题提到了美国政治的桌前。
即使是以整个大脑的死亡作为标准，脑死亡的判定也很复杂。有时候，特定的药物、低血糖、缺氧或者低体温症能够暂时抑制甚至停止大脑活动，这时，脑电图就会检测出伪电脉冲。正因为如此，医院会有判定脑死亡的协议，其涉及到在特定情况下以长时间间隔测定脑电图。
在一些文化中，死亡不仅仅是一个单独的事件。死亡意味着从一个精神状态缓慢地转变到另一个精神状态。

### 法律
雖然在法律上，死人不像活人一樣，享有投票或婚姻等權利，法律上常認為人死後沒有和活人一樣的權利，中華民國民法第六條表明「人之權利能力，始於出生，終於死亡。」；中华人民共和国民法典第十三条规定“自然人从出生时起到死亡时止，具有民事权利能力，依法享有民事权利，承担民事义务”但一些法律制度，其目的是爲了保護死人的權利，因此死人也有人權，只是實質內容上有一些差異，但不能認為死人沒有人權。
在美国，一个人在法律上认定死亡的标准是执照医生宣布的死亡声明或者死亡证明书。死亡以后的任何法律后事，包括在法律术语中删除这个人，叫做Personhood。
在美国，拥有大脑活动，或者复原大脑活动的能力，是法律上成立為自然人的必要条件之一。“显然，一旦确定了脑死亡……切断生命维持设备不会导致任何刑事或民事责任。”
依中華民國民法，人之死亡，可分為自然死亡，以及法律上的死亡宣告。
1. 自然死亡，何時始得認為是生命終結，認定上有許多不同觀點，但目前以心跳停止，或於器官移植時腦死，判定為死亡之時。
2. 死亡宣告，為自然人失蹤達到一定期間，為免法律關係懸而未決，故法律上設死亡宣告制度。

如第8條規定：失蹤人失蹤滿七年後，法院得因利害關係人或檢察官之聲請，為死亡之宣告。
失蹤人為八十歲以上者，得於失蹤滿三年後，為死亡之宣告。
失蹤人為遭遇特別災難者，得於特別災難終了滿一年後，為死亡之宣告。
第9條：受死亡宣告者，以判決內所確定死亡之時，推定其為死亡。
前項死亡之時，應為前條各項所定期間最後日終止之時。但有反證者，不在此限。
中华人民共和国民法典第十三条规定，自然人从出生时起到死亡时止，具有民事权利能力，依法享有民事权利，承担民事义务。

### 误诊
有很多轶事都讲述有人被医生诊断为死亡，但是在棺材里待了几天，或者防腐程序已经开始以后“复活”了。从18世纪中叶起，公众对于错误活埋的恐惧达到了高潮，很多争论都是关于死亡标志的不确定性。很多人建议在埋葬尸体之前测试是否还有活着的迹象，方法比如往尸体的口中倒入醋或者胡椒，或者将拔火棒放在尸体的脚上或放进直肠里。一名叫J.C.乌斯利的医生在1895年写作声称，在英格兰和威尔士，每年有多达2700人被活埋。其他有一些人则估计这个数字接近800。
人在触电以后，做一个小时或者更长时间的心肺复苏能够使受到刺激的神经重新恢复作用，从而使似乎已经死亡的人活过来。人们发现，在冰水下昏迷的人，如果能保持脸部冰冷，直到他到达急诊室，就有可能会活过来。在这种“潜水反应”中，人的代谢和氧气需求量都是很少的。这种反应是人类与鲸目所共有的哺乳动物潜水反射。
随着医学科技的进步，死亡发生的时间需要重新衡量，这取决于将看起来死了很长时间的人恢复生命活动的能力（就像心肺复苏和除颤显示的那样，将心跳的停止作为死亡的决定性指标是不够的）。脑电活动缺失可能也不足以认为一个人已经死了。因此，有人提出信息理论性死亡（information-theoretic death，腦中牽涉死者個性和記憶的結構已毀損至難以恢復）的概念能够更好地定义真正的死亡发生的时间，虽然这个概念很少有实际应用（除了人体冷冻技术）。
有的科学家尝试将死亡的有机体复活，但是成功者有限。有的科幻小说描述了这种技术实现后的情景，那时候，真正的死亡已经与“可逆”的死亡区分开了。

## 导致死亡的因素
在发展中国家，死亡的首要原因是传染病。而在发达国家，死亡的首要原因是动脉粥样硬化（心血管疾病和中风）、癌症和与肥胖和老化有关的其他疾病。这些状态导致稳态的丧失，导致心脏骤停，导致氧气和营养供应的缺失，导致大脑和其他组织的不可逆恶化。全球每天有大约15万人死亡，中大约三分之二的人死于与年老有关的原因。在工业化国家这个比例更高，高达90%。随着医学能力的发展，死亡已经变成了一种可控的状态。在家里死亡一度是司空见惯的事情，但在当今的发达国家已经很罕见了。
在发展中国家，卫生条件差和现代医学科技的缺乏使死于传染病的人更多。其中之一就是肺结核。这种细菌性疾病在2004年导致170万人死亡。疟疾每年导致4至9亿人发烧，100至300万人死亡。2025年，非洲因艾滋病死亡的人数可能会达到九千万至一亿人。
在2000年到2008年作为美国食物权特别记者的让·齐格勒表示，因营养不良而导致的死亡在2006年占到死亡总人数的58%。齐格勒说，全世界每年约有6200万人死亡，其中超过3600万人死于饥饿或者缺乏微量元素导致的疾病。
在20世纪，吸烟导致一亿人死亡。世界卫生组织警告说，吸烟在21世纪可能会导致十亿人死亡。
在许多领先的发达国家中，注意饮食和体育锻炼可以延长寿命，但是随着年老，疾病发生率的增加仍然限制着人的寿命。人们充其量也就刚刚开始理解衰老。有人建议说，当今控制死亡原因的最佳方式就是直接介入衰老的过程。

### 验尸
验尸也称作尸体解剖，是一个医学程序。验尸是对人尸体的彻底检验，以求确定一个人死亡的原因和方式，并评估任何可能存在的疾病或创伤。验尸通常由专门的医生（病理学家）进行。
验尸用作法律或医学目的。当死亡的原因涉及到刑事问题时，就会由法医来验尸。临床或学术验尸通常是为了寻找死亡的医学原因，或者在死因未知或不确定时进行，或者是为了研究的目的。验尸更细分为两种，一种是仅需要外部检验就足够了，另一种是剖开尸体并进行内部的检验。在某些情况下，内部的验尸需要死者近亲的许可。内部验尸完成以后，尸体一般会重新组装缝合起来。在医学环境下，验尸是很重要的，而且可能会揭示以前的一些错误并帮助改进以后的做法。

## 生命的延续
生命的延续是指延长最大寿命或预期寿命，尤其指人类的寿命。生命的延续通过减缓或者倒转衰老的过程而进行。平均寿命取决于人类如何对抗意外事故和衰老，或者与生活方式有关的疾病，例如癌症和心血管疾病。延长平均寿命可以通过多种方式实现，包括良好的饮食习惯、体育锻炼，以及控制不良生活习惯（例如吸烟）所带来的危害。最大寿命取决于一种生物的老化速度，这个速度在它的基因中决定，并一代一代继承下来。目前，对于延长最大寿命，唯一广泛认可的方法是限制卡路里摄入。理论上，延缓衰老可以延长最大寿命。这可以有多种方式：定期更换受损的组织，或者通过分子修复，或者使老化的细胞或组织恢复年轻状态。
对生命延续的研究是生物老年学家所研究的课题之一。他们试图理解衰老的本质，并且研究出一些方式来倒转衰老的过程，或者至少减缓这个过程，从而提升人们的健康水平，并且在生命的每个阶段都维持年轻的活力。目前，生命延续的基本策略就是应用现有的方式来对抗衰老，并寄希望于活到某一天，人类能够发展出彻底对抗老化的方式。然而，掌控可忽略衰老等延緩或逆轉衰老並藉此延緩或避免死亡的嘗試和理論，被主流學界視為是邊緣科學，而至今也沒有一個有效的方法可將人類的壽命延長到自然壽限之外的程度。
雖然人類長期追求生命延續甚至追求永生，但達成長生不老或生命延續或許是不可能的，即使有可能，要達到此種狀態可能也相當困難。像例如科羅拉多大學波德分校研究員Jesse Kurland的博士論文指出，老化是個影響基因網路的複雜程序，因此改變單一或數個基因不能停止老化。另外多數人並不希望長生不老。一項英國的調查顯示，即使是在生理與心理健康都能得到保證的狀況下，也依舊只有大約六分之一（17%）的人希望自己能長生不老；而在其中，男性（21%）希望長生不老的比例顯著高於女性（12%）；事實上，該份調查顯示，不僅多數人不希望長生不老，甚至有40%的受訪者不希望活到超過一百歲。

## 地点
在1930年以前的西方国家，多数死亡的人都是在家中，家人环绕四周，由神职人员、邻居和医生来抚慰。在20世纪中叶，美国死亡的人中一半都是在医院里死亡。在21世纪初的西方国家，在家中死亡的人口中仅有约20%到25%。由在家中死亡转变到在专业的医疗环境中死亡，这种转变被称为“Invisible Death”（“无形的死亡”）。

## 社会和文化

### 認識
死亡作為生命終結的象征，在很多文化中常被认为是非常嚴肅和悲傷的事情，因此死亡一事在全球各地的文化中都有舉足輕重的地位，需要爲死者舉行隆重而富有儀式性的葬禮，紀念其一生的功過，喪禮和悼念死者可說是普世的文化現象。
所有或幾乎所有的文化都相信死後生命並有相關的信仰；另外，研究顯示，即使是年紀很小的儿童也知道什麼是死亡，但年紀較小的儿童，反倒比年紀更大的儿童或大人，更可能相信死後生命。原始宗教在很大程度就是由於對死亡和未知的恐懼而出現的。在很多文化和神話中，都有地獄和死亡主宰者的存在，或者是作為地獄對立面的天堂。
例如盎格魯薩克遜文化中有死神的存在，即使後來皈依只有上帝、魔鬼、地獄，但沒有死神概念的基督教，死神的形象也依然存在於歐美文化中。基督教認為生命死亡後，會經由上帝的審判，決定信徒升入天堂或坠入地獄。在漢人原始信仰裡，人死後魂靈會下到黃泉或陰間，或升上天界。在道家莊子看來，人由於氣的結合而生，炁的散滅而死亡，人死後不過是回歸自然，完成了使命。在印度宗教傳統中，普遍接受輪迴轉世的概念，認為動物死亡後會投生到下一世動物身中，不僅是人類，還包括畜生類和鬼神類，這在佛教中尤有闡發，提出六道（或五道）輪迴，人、畜生、餓鬼、阿修羅、天人之間可以互相輪迴，因此死亡並不是生命的徹底的終結，而閻魔羅王會根據人的生前的功過來判斷下世投生之所，這也影響了道教的生死觀，形成了閻王形象。佛教、道教也因此形成了超度的宗教仪式，谓做功德将亡者的神魂送往天（仙）、人善道或净土中投生。
與死亡息息相關的是鬼與靈魂。在人類文明中，普遍存在著人死後會化為幽靈（鬼靈）或惡靈的信仰，并衍生出非常多的次文化，如電影中的鬼片類型。普遍地說，人死後可能藉由一生中的善行功績或信仰神祇而升入天堂，也可能因惡行罪愆或褻瀆神祇而墮入地獄；但還有一種是怨念極深或有心事未了者，可能變成幽靈的形態徘徊人間，對其的認識也因文化不同而有差異，日本《咒怨》傳說就展示了一個十分恐怖的鬼怪形象，基督教的惡靈概念與之相似，而在歐美文化中，也認為靈魂也可以是善良、有意識的，甚至能和人交流。除此之外，也有不死生物的传说，例如中国的殭屍，欧美文化中的喪屍、吸血鬼等。

### 探索
雖然宗教對死亡有深入的解釋，但現代科學對死亡的探索仍無止境。在幾十年前，人們就通過做實驗，或進行調查，形成了人死亡後的狀態的研究體系，稱爲“瀕死體驗研究”。簡言之，就是人死亡後，意識（靈魂）脫出軀體，游離世間的種種體驗，在人被搶救甦生後道出，科學家將之作為調查材料，并進行總結研究。

#### 瀕死經驗
瀕死經驗，是一種在接近死亡時一些人所經歷的現象。這些現象包括靈魂出體、看見天堂或地獄、看見親人、看見宗教人物或上帝、回顧一生的生活、極度的恐懼、完全的平靜、安全感、溫暖、徹底的破碎感、一道亮光的出現、甚至看見超我和超時空的東西、以及其他超自然的現象。随着近年来心脏复苏技术的发展，瀕死經驗的案例数日益增加。但有部份學者認為，这些现象并不一定要在濒死状态下才出现。

### 社會階級、語言
不同的社會階級，死亡所受到的重視和對待也是不一樣的。在中國古代，建立起封建主義和專權統治制度後，對不同階級者的死亡稱呼，乃至葬禮的規格也各有區別。
例如，皇帝死亡叫做“崩殂”、“駕崩”、“崩”、“晏驾”，公侯贵戚死称“薨”，士大夫、大臣死称“卒”，士死称“不禄”，庶人死称“殁”、“死”。實際上，這一套體系，還牽涉到禁語概念，在民間也有體現。一般來說，死亡被視作不祥之事，不好直接陳述，因此誕生了許多避諱的禁語，如“沒了”、“走了”、“百年之後”、“歸天”、“三長兩短”等。在社會職業和情感色彩，對死亡的形容也各有區別；含有悲壯、惋惜、尊重、嚴肅意義者，或針對軍人、大眾事業喪生者，稱“犧牲”（詞源是古代祭禮）、“逝世”、“去世”、“辭世”等；含有戲謔、不敬意義者，叫“嗝兒屁”、“一命呜呼”、“翹辮子”、“死硬了”、“见阎王”、“蘇州賣鴨蛋”等；對待在事故中死亡者，稱爲“遇難”、“遇害”、“喪生”、“罹難”；未成年死亡者，可稱爲“殇”、“夭折”；對不同宗教信仰而有稱為“往生極樂”、“捨報”、“安息主懷”、“蒙主寵召”、“榮歸天家”，而對宗教人員(宗教家)又有特別的稱呼，如“圓寂”、“入滅”、“歸真”、“羽化”、“登仙”、“捨壽”、“仙逝”、“無常”等。類似的用意，在其他文化中也能尋見。

### 死亡後的處理
干尸可以自然形成，就像瓜纳华托干尸；或者有人故意做成，就像古埃及木乃伊。
死亡是许多传统和组织的中心；与死亡有关的习俗是全世界每一种文化具有的特征、是普世的文化現象。其中许多涉及到对死者的关注，也有对来世的解释，以及对发病死者的尸体进行处理。一般在人死后不久对死者的尸体进行处理，而葬礼常常以土葬或火葬的形式进行。这些做法在全世界并不统一：例如在西藏，尸体通常被天葬，遗留在山顶上，被禿鷹啄食。为死者正确地准备葬礼等一系列程序，来创造使其精神转移到另一个躯体（转世）的能力，这是对西藏详细研究的课题之一。很多文化中流行将尸体做成干尸，或者用一定的方法进行保存，以减缓尸体分解的速度。
许多文化中也涉及到死亡的法律问题，例如死者遗产的处理、继承，以及在某些国家中的遗产税。

### 死亡、死刑和殺生
死刑也是一个导致文化分歧的方面。在大多数存在死刑的司法区域内，死刑通常只为某些罪行所保留，包括谋杀、间谍、叛国，以及某些军事犯罪。在一些国家，性犯罪，诸如通奸、鸡奸之类，也会像正式放弃自己的宗教——叛教一样，会判处死刑。在许多保留死刑的国家里，贩毒也会被判处死刑。在中国，贩卖人口以及严重的腐败也会导致被判死刑。很多國家的军事法庭会对一些军事犯罪判处死刑，例如怯懦、遗弃、不服从命令、兵变等。但近年來死刑的正當性在法學上成了一個具有爭議性的議題，詳見死刑存廢問題。
死于战争和自杀式袭击也有一些文化上的联系，比如“为国捐躯”、可处以死刑的兵变，或者向死亡士兵的家属递送死亡通知书，都嵌入在许多文化的范畴中。在近期的西方世界，9·11恐怖袭击事件之后不断增加的恐怖袭击，以及以前的自杀式炸弹袭击事件、二战时期的特别攻击队以及历史上其他战争冲突中的自杀任务，以自杀式袭击的方式死亡，以及殉教，都有显著的文化影响。
一般意义上的自杀，特别是安乐死，也是文化的争论点之一。这两种行为在不同的文化中有着非常不同的理解。例如在日本，为了荣誉而以切腹的方式结束自己的生命，被视作一种可取的死亡方式，而按照传统的基督教和伊斯兰文化，自杀被视为一种罪恶。在许多文化中，死亡被人格化，表示为“死神”、“亚兹拉尔”，以及“时间老人”这样的象征。
另外值得一提的是，道德和法律對殺生行為（殺死人類或動物）有相應的規制和裁定，所有的社會都禁止無故奪去無辜者的生命，不論對方是男是女或者年紀為何都一樣，禁止謀殺是普世文化通則，一些宗教對待殺生行為也有重要的解釋。在佛教、道教、儒教看來，殺生行為是不值得提倡的，甚至在佛教中認為殺生會導致非常嚴重的惡報——尤其是殺人，可能造成墮入地獄，因此殺生被列入基礎的戒律之一。這在其他宗教也具有類似的看法，信仰印度教的甘地發起非暴力行動，基督教中也強調“殺人會下地獄”。

## 生物学
死亡以后，生物体的残骸成为生物地质化学循环的一部分。残骸可能会被捕食者或者食腐动物吃掉。有机物可能进一步被腐生生物分解，然后回归到环境中并被食物链重新利用。腐生生物包括蚯蚓、土鳖虫、蜣螂等等。
微生物也扮演者重要的角色，它们将物质分解为简单分子，并且提升物质的温度。然而，并不是所有的物质都需要完全分解。在沼泽生态系统中经过长时间形成的煤炭就是一个例子。

### 自然选择
现代演化論将死亡看作自然选择过程中一个重要的部分。演化論认为，不适应生存环境的生物体将更有可能产生更少的后代，从而减少它们对基因库的贡献。它们的基因将因此最终在群体中减少，在最差的情况下将会灭绝；如果可能的话，在更积极的情况下将会形成新物种。繁殖的频率在决定物种能否生存中同样扮演着重要的角色：根据达尔文的理论，一个生物存活时间短但留下很多后代，另一个生物存活时间很长但只留下一个后代，那么前者将表现出更强的适应度，因為繁殖會使子代基因與母代基因存在差異，導致子代間的個體差異，個體差異使個體間對環境的適應力不同，如該個體比母代更能適應環境，這個個體將更能產生更多後代。例如細菌的抗藥性，因為細菌的繁殖速度極快，當以藥物對付一種細菌時，細菌的後代較容易透過基因變異產生對該藥物的耐藥性。

### 灭绝

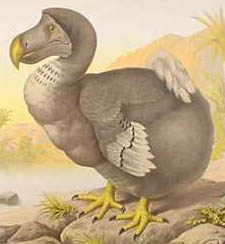
画中的渡渡鸟，这种鸟类的名称在英语中成为物种灭绝的象征。

灭绝是指一个物种或者一个物种分类单元的消亡，伴随着生物多样性的降低。灭绝的时刻通常被认为是这个物种的最后一个个体死亡的时刻（虽然可能在这个时刻以前就失去了培养和恢复这个物种的能力）。因为一个物种的分布区域可能非常大，判断这个时刻很困难，通常用向前追溯的方式决定。这种困难导致了一些现象的发生，例如拉撒路类群。这种现象是指，一个物种已被认为灭绝，在一段时间内已经明显消失，然后突然又出现了（通常是在化石记录中）。物种形成是进化的一个方面。当新物种能够找到并利用它们的生态位时，这个物种就开始发展和繁荣。当它们不能在变化的条件中生存或者对抗更优越的竞争者时，它们就会逐渐灭绝。

## 物理學
根據質量守恒定律（又稱物質不滅定律），組成物質的最基本物質及能量是不能被創造或消滅，只能重組。因此，從唯物論角度去看，當人類死亡後, 即使其遺體被火化及骨灰撒入大海後，也不會真正的消失或消滅，而只不過是組成人體的基本粒子會重組。不過，根據熵增定律，這些組成身體的粒子，會由生前的高度有序系統，變成無序，且過程是不可逆的，即其熵值（混亂度）只會不斷增加，不能減少。因此，死亡代表組成生命的物質與能量系統，從有序變成無序，且變化不能再逆轉。

### 引用
1. 1 2  Matthew Smith. . YouGov. YouGov PLC.   [2023-09-13]. （原始内容存档于2022-08-17）.
2. ↑  Hill, Amelia. . The Guardian. 2021-06-17  [2025-01-10].
3. ↑  Colchero, Fernando; Aburto, José Manuel; Archie, Elizabeth A.; Boesch, Christophe; Breuer, Thomas; Campos, Fernando A.; Collins, Anthony; Conde, Dalia A.; Cords, Marina; Crockford, Catherine; Thompson, Melissa Emery; Fedigan, Linda M.; Fichtel, Claudia; Groenenberg, Milou; Hobaiter, Catherine; Kappeler, Peter M.; Lawler, Richard R.; Lewis, Rebecca J.; Machanda, Zarin P.; Manguette, Marie L.; Muller, Martin N.; Packer, Craig; Parnell, Richard J.; Perry, Susan; Pusey, Anne E.; Robbins, Martha M.; Seyfarth, Robert M.; Silk, Joan B.; Staerk, Johanna; Stoinski, Tara S.; Stokes, Emma J.; Strier, Karen B.; Strum, Shirley C.; Tung, Jenny; Villavicencio, Francisco; Wittig, Roman M.; Wrangham, Richard W.; Zuberbühler, Klaus; Vaupel, James W.; Alberts, Susan C.; Fernando Colchero, José Manuel Aburto, Elizabeth A. Archie, Christophe Boesch, Thomas Breuer, Fernando A. Campos, Anthony Collins, Dalia A. Conde, Marina Cords, Catherine Crockford, Melissa Emery Thompson, Linda M. Fedigan, Claudia Fichtel, Milou Groenenberg, Catherine Hobaiter, Peter M. Kappeler, Richard R. Lawler, Rebecca J. Lewis, Zarin P. Machanda, Marie L. Manguette, Martin N. Muller, Craig Packer, Richard J. Parnell, Susan Perry, Anne E. Pusey, Martha M. Robbins, Robert M. Seyfarth, Joan B. Silk, Johanna Staerk, Tara S. Stoinski, Emma J. Stokes, Karen B. Strier, Shirley C. Strum, Jenny Tung, Francisco Villavicencio, Roman M. Wittig, Richard W. Wrangham, Klaus Zuberbühler, James W. Vaupel. . Nature Communications. 2021-06-16, 12 (1): 3666  [2025-01-10]. ISSN 2041-1723. doi:10.1038/s41467-021-23894-3. （原始内容存档于2025-01-10） （英语）.
4. ↑  Mohammad Samir Hossain and Peter Gilbert. 2010. Concepts of Death: A key to our adjustment. Illness, Crisis and Loss, Vol 18. No 1
5. ↑  Oxford English Dictionary
6. ↑  FG Miller "Death and organ donation: back to the future" Journal of Medical Ethics 2009;35:616-620
7. ↑  1991 Metcalf, Peter & Richard Huntington.  Celebrations of Death: The Anthropology of Mortuary Ritual. Cambridge Press, New York.  Print.
8. ↑  Kirsten Rabe Smolensky. . Hofstra Law Review. 2009, 37 (4)  [2021-03-27]. （原始内容存档于2021-04-01）.
9. ↑  (Dority v. Superior Court of San Bernardino County, 193 Cal.Rptr. 288, 291 (1983))
10. ↑  Bondeson 2001，第77頁
11. ↑  Bondeson 2001，第56, 71.頁
12. ↑  Bondeson 2001，第239頁
13. ↑  .   [2014-08-14]. （原始内容存档于2021-03-17）.
14. ↑  世界卫生组织（WHO）Tuberculosis Fact sheet N°104 – Global and regional incidence. （页面存档备份，存于） 2006年5月，查阅于2008年8月6日
15. ↑  Chris Thomas, Global Health/Health Infectious Diseases and Nutrition. . Usaid.gov. 2009-06-02  [2010-05-23]. （原始内容存档于2021-03-22）.
16. ↑  . London: Guardian. 2005-03-04  [2010-05-23]. （原始内容存档于2009-09-14）.
17. ↑  AIDS Toll May Reach 100 Million in Africa （页面存档备份，存于）, Washington Post
18. ↑  Jean Ziegler, L'Empire de la honte, Fayard, 2007 ISBN 978-2-253-12115-2 p.130.
19. ↑  . Sciencedaily.com. 2008-02-11  [2010-05-23]. （原始内容存档于2011-08-22）.
20. ↑  . Abc.net.au. 2008-02-08  [2010-05-23]. （原始内容存档于2011-08-22）.
21. ↑  SJ Olshanksy;  et al. . The Scientist. 2006, 20: 28–36  [2007-03-31]. （原始内容存档于2010-09-24）.
22. ↑  Warner, H.; Anderson, J.; Austad, S.; Bergamini, E.; Bredesen, D.; Butler, R.; Carnes, B. A.; Clark, B. F. C.; Cristofalo, V.; Faulkner, J.; Guarente, L.; Harrison, D. E.; Kirkwood, T.; Lithgow, G.; Martin, G.; Masoro, E.; Melov, S.; Miller, R. A.; Olshansky, S. J.; Partridge, L.; Pereira-Smith, O.; Perls, T.; Richardson, A.; Smith, J.; Von Zglinicki, T.; Wang, E.; Wei, J. Y.; Williams, T. F. . EMBO Reports. Nov 2005, 6 (11): 1006–1008. ISSN 1469-221X. PMC 1371037 . PMID 16264422. doi:10.1038/sj.embor.7400555.
23. ↑  Rachel Sauer. . Colorado Arts and Sciences Magazine. University of Colorado Boulder.   [2023-09-13]. （原始内容存档于2023-08-28）.
24. ↑  Jesse V Kurland; Alicia A Cutler; Nicole Dalla Betta; Tiffany Antwine; Jacob T Stanley, Ashleigh Van Deusen, Brad Pawlikowski, Monica Hall, Alan Russell, Mary Ann Allen, Robin Dowell, Bradley Olwin. . Stem Cell Reports. 2023-07-13, 18 (6): 1325–1339  [2023-09-13]. ISSN 2213-6711. PMID 37315524. doi:10.1016/j.stemcr.2023.05.005. （原始内容存档于2023-06-24）.
25. ↑  Ariès, Philippe. . Baltimore: Johns Hopkins University Press. 1974: 87–89. ISBN 0-8018-1762-5.
26. 1 2 3  Nuland, Sherwin B. . New York: A.A. Knopf. 1994: 254255. ISBN 0-679-41461-4.
27. ↑  Ahmad S, O'Mahony MS. . QJM. December 2005, 98 (12): 865–70. PMID 16299059. doi:10.1093/qjmed/hci138.
28. ↑  Cassel CK, Demel B. . J R Soc Med. September 2001, 94 (9): 433–6. PMC 1282180 . PMID 11535743.
29. ↑  .   [2020-03-08]. （原始内容存档于2021-03-17）.
30. ↑   (PDF).   [2020-03-08]. （原始内容存档 (PDF)于2020-12-22）.
31. ↑  《莊子·至樂》：莊子妻死，惠子弔之，莊子则方箕踞鼓盆而歌。惠子曰：“与人居，长子老身，死不哭亦足矣，又鼓盆而歌，不亦甚乎！”莊子曰：“不然。是其始死也，我独何能无概然！察其始而本无生，非徒无生也而本无形，非徒无形也而本无气。杂乎芒芴之间，变而有气，气变而有形，形变而有生，今又变而之死，是相与为春秋冬夏四时行也。人且偃然寝于巨室，而我噭噭然随而哭之，自以为不通乎命，故止也。”
32. ↑  Beauregard, Mario; Denyse O'Leary. . . New York: HarperOne. 2007: 368. ISBN 978-0-06-085883-4.
33. ↑  . 科学网. 2011-11-07  [2011-11-07]. （原始内容存档于2011-11-17）.
34. ↑  《出師表》：“先帝创业未半，而中道崩殂。”
35. ↑  .   [2019-03-16]. （原始内容存档于2020-07-13）.
36. ↑  駕崩、薨逝、逝世 （页面存档备份，存于）,楊欣儒
37. ↑  Mullin 1999
38. ↑  . Shot at Dawn Pardons Campaign.   [2006-07-20]. （原始内容存档于2006-10-04）.
39. ↑  Diamond, Jared. . . W. W. Norton. 1999: 43–44. ISBN 0-393-31755-2.
40. ↑  . Futurism.   [2015-08-15]. （原始内容存档于2018-09-08）.
41. ↑  . Futurism.   [2015-08-15]. （原始内容存档于2020-07-09）.